# ایدن، وست یورکشر
ایدن (به انگلیسی: Yeadon) یک شهرک در بریتانیا است که در لیدز واقع شده‌است. ایدن ۲۲٬۲۳۳ نفر جمعیت دارد.